# Problema del moment d'Stieltjes
En matemàtiques, el problema del moment d'Stieltjes, que rep el nom de Thomas Joannes Stieltjes, cerca les condicions necessàries i suficients per tal que una successió (m0, m1, m₂, ...) tingui la forma
{\displaystyle m_{n}=\int _{0}^{\infty }x^{n}\,d\mu (x)}
per a una mesura μ donada. Si aquesta funció μ existeix, hom es pregunta si és única.
La diferència essencial entre aquest i altres problemes de moment coneguts és que es troba en una mitja línia [0,∞), mentre que el problema del moment de Hausdorff considera un interval acotat entre [0,1], i el problema del moment d'Hamburger considera la recta sencera (−∞,̝∞).

## Existència
Sigui
{\displaystyle \Delta _{n}=\left[{\begin{matrix}m_{0}&m_{1}&m_{2}&\cdots &m_{n}\\m_{1}&m_{2}&m_{3}&\cdots &m_{n+1}\\m_{2}&m_{3}&m_{4}&\cdots &m_{n+2}\\\vdots &\vdots &\vdots &\ddots &\vdots \\m_{n}&m_{n+1}&m_{n+2}&\cdots &m_{2n}\end{matrix}}\right]}
i
{\displaystyle \Delta _{n}^{(1)}=\left[{\begin{matrix}m_{1}&m_{2}&m_{3}&\cdots &m_{n+1}\\m_{2}&m_{3}&m_{4}&\cdots &m_{n+2}\\m_{3}&m_{4}&m_{5}&\cdots &m_{n+3}\\\vdots &\vdots &\vdots &\ddots &\vdots \\m_{n+1}&m_{n+2}&m_{n+3}&\cdots &m_{2n+1}\end{matrix}}\right].}
Aleshores {m n: n = 1, 2, 3, ... } és una seqüència de moments d'alguna mesura entre {\displaystyle [0,\infty )} amb suport infinit si i només si per a tots els n, tots dos satisfan
{\displaystyle \det(\Delta _{n})>0\ \mathrm {and} \ \det \left(\Delta _{n}^{(1)}\right)>0.}
i per a tots els {\displaystyle n} més grans es compleix que
{\displaystyle \det(\Delta _{n})=0\ \mathrm {and} \ \det \left(\Delta _{n}^{(1)}\right)=0.}

## Unicitat
Hi ha diverses condicions suficients per a la unicitat, per exemple, la condició de Carleman, que afirma que la solució és única si
{\displaystyle \sum _{n\geq 1}m_{n}^{-1/(2n)}=\infty ~.}